# Xe trượt lòng máng
Xe trượt lòng máng là một môn thể thao mùa đông trong đó các đội - gồm hai hay bốn người chơi - chạy xe xuống một đường băng ngoằn ngoèo, hẹp có chia bờ trong một chiếc xe trượt chạy bằng trọng lực. Tên của môn thể thao này có thể xuất phát từ việc các vận động viên áp dụng kĩ thuật lắc lư (bobbing) qua lại trong xe trượt tuyết (sled) tđể tăng tốc độ.